# Ptychocladioidea
Ptychocladioidea, tradicionalmente denominada Ptychicladiacea, es una superfamilia de foraminíferos del suborden Fusulinina y del orden Fusulinida. Su rango cronoestratigráfico abarca desde el Frasniense (Devónico superior) hasta el Stephaniense (Carbonífero superior).

## Clasificación
Ptychocladioidea incluye a la siguiente familia:
- Familia Ptychocladiidae